# Amalur
Amalur (bask. ama „matka”, lur „ziemia”) także: Ama-Lurra, Ama Lur, Lur – baskijska bogini roślin i zwierząt, Matka-Ziemia (dla praindoeuropejskich kosmogonii charakterystyczne jest nadawanie Ziemi cech kobiety, jako dającej życie). Najważniejsza pierwotna bogini w mitologii Basków, utożsamiana z boginią Mari.
Istnieje legenda związana z boginią na temat powstania kwiatu-słońca (bask. eguzki-lore „kwiat słońca” lub ekilore „kwiat wschodu”). Amalur stworzyła eguzkilorea, czyli dziewięćsił, na prośby przerażonych ciemnościami i złymi duchami mieszkańców Ziemi. Kwiat powstał tuż po stworzeniu przez Amalur córek: Słońca (Ekhi) i Księżyca (Illargui). Za sprawą przypominającego „świetlistość" kształtu, roślina była traktowana jako amulet i umieszczana na drzwiach w celu ochrony przed złem.
W 1968 roku powstał baskijskojęzyczny film nawiązujący tytułem do imienia bogini: dokument Ama-Lur (też: Tierra Madre, Mother Earth, [Ojczyzna]) autorstwa Nestora Basterretxei i Fernando Larrukerta. Ukazał on historię, kulturę i tradycje Basków, podkreślając ich związek z Matką-Ziemią, swoją ojczyzną. Film spotkał się z ostrymi reakcjami ówczesnych władz, w tym z cenzurą, natomiast po śmierci generała Franco zaczął służyć do promocji tożsamości Basków, w tym ich związków z dawnymi wierzeniami.